# Rheinpark-Center
Das Rheinpark-Center (RPC) (früher Huma-Park) ist ein Einkaufszentrum im Neusser Stadtbezirk Hammfeld östlich des Hafens.

## Beschreibung
Der Huma-Park (kurz für: Hurler-Magazin Einkaufsmarkt GmbH) entstand in den 1970er Jahren. 2008 übernahm die ECE-Gruppe den Huma-Park und benannte das Einkaufszentrum in Rheinpark-Center um. Etwa 140 Einzelhandelsgeschäfte mit einer Verkaufsfläche von 37.300 m2 verteilen sich auf drei Ebenen des Einkaufszentrums. Ankermieter sind Peek & Cloppenburg, MediaMarkt und C&A (und bis Mai 2022 Real). Das Zentrum hat ein Gesamteinzugsgebiet von über 600.000 Personen und hat 1.000 Arbeitsplätze im Betrieb. Pro Tag kommen durchschnittlich 12.511 Besucher, pro Jahr ca. 4 Millionen, wobei die Verteilung auf die Wochentage auf Grund der dezentralen Lage des Einkaufszentrums eine starke Konzentration der Besucher auf Freitage, Samstage und Brückentage zeigt.

## Geschichte
Der HUMA Einkaufspark wurde 1977 eröffnet und verfügte bis Ende der 2000er Jahre über 30 Geschäfte, u. a. einen Supermarkt und einen Baumarkt. Nach der Übernahme der ECE-Gruppe am 1. Januar 2008 wurde der Huma-Park umgebaut, wobei die alte Bausubstanz größtenteils übernommen werden konnte. Sie wurde überarbeitet und in den Neubau, d. h. in das heutige Rheinpark-Center, integriert. Trotz der Übernahme durch die ECE im Jahr 2008 wurde der Name „HUMA Einkaufspark“ noch bis 2010 weiter genutzt. Die Eröffnung des Einkaufszentrums als Rheinpark-Center erfolgte in zwei Phasen. Der erste Bauabschnitt wurde am 18. Februar 2010, der zweite Bauabschnitt am 1. April 2011 eröffnet.

## Anbindung

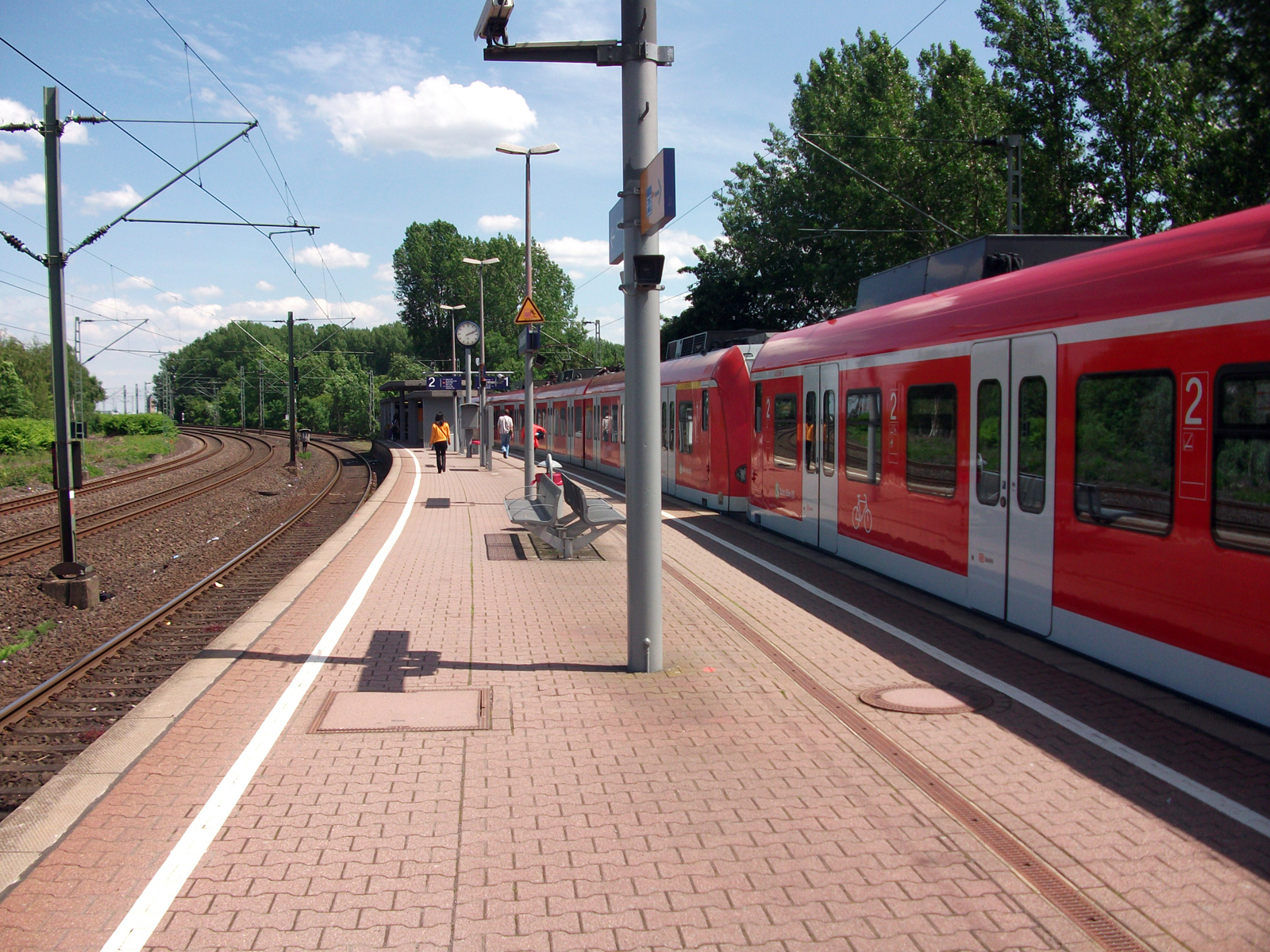
S-Bahn Haltestelle Neuss Rheinparkcenter

Das Rheinpark-Center liegt in näherer Umgebung zur Bundesautobahn 57 sowie zur Bundesstraße 1. Ungefähr 300 m vom eigentlichen Komplex befindet sich der S-Bahn Haltepunkt Neuss Rheinparkcenter der unter diesem Namen bereits seit 1988 existiert, der Anschluss an die Linien S 8, S 11 und S 28 der S-Bahn Rhein-Ruhr bietet. Zudem wird das Einkaufszentrum über die Straßenbahnlinie 709 der Düsseldorfer Rheinbahn über eine 300 m entfernte Straßenbahnhaltestelle bedient. Direkt vor dem Einkaufszentrum halten Buslinien der Stadtwerke Neuss und des Busverkehrs Rheinland.